# 鈴木光太郎 (外交官)

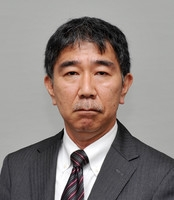
在イラク日本国大使館より

鈴木 光太郎（すずき こうたろう、1964年〈昭和39年〉5月3日 - ）は、日本の外交官。駐アルジェリア特命全権大使。

## 人物
大阪府出身。1988年（昭和63年）3月に東京大学教養学部教養学科中退後、外務省入省。在ジュネーブ国際機関日本政府代表部公使、在アラブ首長国連邦公使、在エジプト公使、駐イラク大使、在ボストン総領事等を務め、2024年（令和6年）9月より、駐アルジェリア特命全権大使。

## 略歴
出典：
- 昭和63年4月　外務省入省
- 平成15年8月　在スイス日本国大使館 一等書記官
- 平成17年7月　在スイス日本国大使館 参事官
- 平成17年7月　在ザンビア日本国大使館 参事官
- 平成20年9月　領事局海外邦人安全課邦人テロ対策室長
- 平成22年7月　領事局政策課長
- 平成24年7月　在イラク日本国大使館 参事官
- 平成25年7月　在ジュネーブ国際機関日本政府代表部 参事官
- 平成26年1月　在ジュネーブ国際機関日本政府代表部 公使
- 平成27年7月　在アラブ首長国連邦日本国大使館 公使
- 平成30年7月　在エジプト日本国大使館 公使
- 令和2年9月　駐イラク特命全権大使
- 令和4年9月　在ボストン日本国総領事館 総領事
- 令和6年9月　駐アルジェリア特命全権大使

## 同期
- 青木豊（23年アルメニア大使）
- 赤松武（22年国際民間航空機関代表部大使）
- 岩﨑一郎（09年一橋大学経済研究所教授）
- 一方井克哉（22年ニジェール兼轄、 21年コートジボワール大使（トーゴ兼轄））
- 内川昭彦（23年モントリオール総領事）
- 宇山秀樹（22年デンマーク大使・20年欧州局長）
- 岡田健一（21年香港総領事）
- 小野啓一（24年インド兼ブータン大使、22年外務審議官（経済担当）・22年外務省経済局長・20年地球規模課題審議官）
- 小野日子（24年ハンガリー大使・22年外務報道官・21年外務省経済局長・内閣広報官）
- 海部篤（23年ウィーン代表部大使・21年軍縮不拡散・科学部長・20年儀典長）
- 小泉勉（24年ラオス大使、22年中華人民共和国大使館特命全権公使、20年外務省研修所長）
- 小林賢一（24年・特命全権大使（国際貿易・経済担当）・21年ラオス大使）
- 佐々山拓也（24年ウガンダ大使・20年トロント総領事）
- 髙杉優弘（21年コロンビア大使）
- 達増拓也（07年岩手県知事）
- 堤尚広（24年特命全権大使（人権担当兼国際平和貢献担当）・20年南スーダン大使）
- 林禎二（21年ブラジル大使・20年中南米局長）
- 平野隆一（24年人事院事務総局審議官・21年在ロシア大使館 特命全権公使・20年内閣官房国際テロ情報集約室次長・16年ユジノサハリンスク総領事）
- 船越健裕（25年外務事務次官・23年外務審議官（政務担当）・20年アジア大洋州局長）
- 松本太（22年イラク大使・19年ニューヨーク領事）
- 柳淳（23年シカゴ総領事・21年内閣審議官兼内閣情報調査室次長兼国際テロ情報集約室次長、18年在オーストリア大使館 公使）